# Richard Marx
Richard Noel Marx (Chicago, 16 september 1963) is een Amerikaanse zanger. Marx won met de single Dance with My Father in 2004 een Grammy Award in de categorie Song of the Year.

## Levensloop en carrière
Richard Marx werd in 1963 als enig kind geboren te Chicago als zoon van Ruth Marx, een voormalig zangeres, en Dick Marx, een jazzmuzikant. Hij werd op zijn zeventiende ontdekt door Lionel Richie. Hij was achtergrondzanger bij enkele singles van Richie. In 1987 nam hij zijn eerste soloplaat op. Zijn grootste succes is de single Right Here Waiting uit 1989.

## Privé
In 1989 trouwde Marx met de actrice Cynthia Rhodes, met wie hij drie kinderen kreeg. In 2014 kwam er na vijfentwintig jaar een einde aan het huwelijk. In 2015 trouwde Marx met voormalig MTV-vj Daisy Fuentes.

## Discografie

### Studioalbums
- Richard Marx (1987)
- Repeat Offender (1989)
- Rush Street (1991)
- Paid Vacation (1994)
- Flesh and Bone (1997)
- Days in Avalon (2000)
- My Own Best Enemy (2004)
- Emotional Remains (2008)
- Sundown (2008)
- Christmas Spirit (2012)
- Beautiful Goodbye (2014)
- Limitless (2020)

### Singles
| Single met eventuele hitnotering(en) in de Nederlandse Top 40 | Datum van verschijnen | Datum van binnenkomst | Hoogste positie | Aantal weken | Opmerkingen     |
| ------------------------------------------------------------- | --------------------- | --------------------- | --------------- | ------------ | --------------- |
| Endless Summer Nights                                         | 1988                  | 02-07-1988            | tip16           | -            |                 |
| Satisfied                                                     | 1989                  | 12-08-1989            | 15              | 6            |                 |
| Right Here Waiting                                            | 1989                  | 30-09-1989            | 3               | 12           |                 |
| Angelia                                                       | 1989                  | 16-12-1989            | 14              | 6            |                 |
| Keep Coming Back                                              | 1991                  | 02-11-1991            | tip2            | -            |                 |
| Hazard                                                        | 1992                  | 28-03-1992            | tip3            | -            |                 |
| Now And Forever                                               | 1994                  | 19-02-1994            | tip10           | -            |                 |
| At The Beginning                                              | 1998                  | 31-01-1998            | tip13           | -            | met Donna Lewis |

| Single met hitnotering(en) in de Vlaamse Ultratop 50 | Datum van verschijnen | Datum van binnenkomst | Hoogste positie | Aantal weken | Opmerkingen |
| ---------------------------------------------------- | --------------------- | --------------------- | --------------- | ------------ | ----------- |
| Right Here Waiting                                   | 1989                  | 07-10-1989            | 3               | 15           |             |
| Angelia                                              | 1989                  | 23-12-1989            | 18              | 9            |             |

### NPO Radio 2 Top 2000
| Nummer met noteringen in de NPO Radio 2 Top 2000 | '99 | '00  | '01  | '02 | '03  |
| ------------------------------------------------ | --- | ---- | ---- | --- | ---- |
| Right Here Waiting                               | 770 | 1187 | 1577 | -   | 1981 |

1. ↑  Een '-' betekent dat het nummer niet was genoteerd en een vetgedrukt getal geeft de hoogste notering aan.
2. ↑  Deze tabel is bijgewerkt tot en met de meest recente editie (2024).

- Bibsys: 8074201
- Biblioteca Nacional de España: XX1492565
- Bibliothèque nationale de France: cb139258797 (data)
- Gemeinsame Normdatei: 129329452
- International Standard Name Identifier: 0000 0001 1476 5520
- Library of Congress Control Number: n91118910
- MusicBrainz: e33c460f-011a-469a-b934-08932a3729c4
- Nationale Bibliotheek van Tsjechië: xx0022720
- Nationale en Universitaire bibliotheek Zagreb: 000050933
- Nederlandse Thesaurus van Auteursnamen: 074411454
- Système universitaire de documentation: 250642042
- Virtual International Authority File: 18145971350732331305